# マルコ・マティアッチ
マルコ・マティアッチ（Marco Mattiacci、1970年12月8日 - ）は、イタリアの実業家。ローマ出身。
2014年4月〜11月までF1のスクーデリア・フェラーリでチーム代表を務めた。2022年現在はアストンマーティンに所属している。

## 略歴
ローマ・ラ・サピエンツァ大学で経営学の学位を取得、またINSEADの「International Executice Program」で学んだ後、1989年にイギリスのジャガーに入社し、販売及びマーケティングを担当した。
1999年にフェラーリに入社し、当初エリアセールスマネージャーを務める。2002年より北米部門のマーケティングを担当した後に、北米部門の全面的な組織改革を行い、北米におけるフェラーリ並びにマセラティブランドの拡販に貢献した。
その後2007年にフェラーリが新たにアジア・パシフィック部門を立ち上げる際にその責任者となり、あわせて2008年に新設されたフェラーリ・ジャパンの代表に就任した。2009年にはManagement World PressとDevelopment Research Center of the State Councilが選ぶ「100 leaders of Outstanding Foreign Enterprises in China」に選ばれている。
2010年1月にフェラーリ北米部門の最高経営責任者（CEO）に就任。2012年にはAutomotive Executive of the Year Awardを受賞した。
2014年4月、前任者のステファノ・ドメニカリの辞任に伴い、フェラーリのルカ・ディ・モンテゼーモロ会長から後任のチーム代表に指名され受諾。スクーデリア・フェラーリの指揮を執ることになった。しかしチームの不振は続き、同年11月には早くもチーム代表からの更迭が決定。同時にフェラーリ社自体からも退社することが明らかにされた。
フェラーリ退社後はマッキンゼー・アンド・カンパニーに移り5年間アドバイザーを務めたほか、電気自動車開発のベンチャー企業や環境技術会社のアドバイザーとしても働いていた。2022年2月、アストンマーティンのグローバルチーフブランド兼コマーシャルオフィサーに就任した。